# Бзениця (округ Ж'яр-над-Гроном)
Бзениця (словац. Bzenica) — село, громада округу Ж'яр-над-Гроном, Банськобистрицький край, центральна Словаччина, регіон Теков. Кадастрова площа громади — 19,04 км². Протікає Вигнянський потік.
Населення 583 особи (станом на 31 грудня 2017 року).

## Історія
Бзениця згадується в 1326 році.

## Населення
| Рік:            | 1994. | 2004.   | 2014.   | 2024.   |
| --------------- | ----- | ------- | ------- | ------- |
| Кількість осіб: | 595   | 546     | 591     | 646     |
| Різниця:        |       | -8,23 % | +8,24 % | +9,30 % |

| Рік:            | 2023. | 2024.   |
| --------------- | ----- | ------- |
| Кількість осіб: | 644   | 646     |
| Різниця:        |       | +0,31 % |